# 굴람 이스하크 칸
굴람 이스하크 칸(우르두어: غلام اسحاق خان, 영어: Ghulam Ishaq Khan, 1915년 1월 20일 ~ 2006년 10월 27일)은 파키스탄의 제7대 대통령을 지낸 관료로, 무함마드 지아울하크의 사망 이후인 1988년에 1993년에 사임할 때까지 선출되었다. 그는 그와 같은 이름의 굴람 이스하크 칸 연구소의 설립자였다.
반누에서 자란 칸은 페샤와르 대학교늘 졸업하고 1947년 독립 후 파키스탄을 선택하면서 인도 고등문관으로 들어갔다. 1961년 아유브 칸 대통령에 의해 물과 전력 개발 당국의 초대 의장으로 임명된 굴람 이스하크 칸은 1966년부터 1970년까지 재무 장관을 역임했다. 1년 후, 그는 1975년 파키스탄의 원자 폭탄 프로그램을 보조하는 국방 장관이 되기 전에 줄피카르 알리 부토 대통령에 의하여 국립은행의 총재로 임명되었다. 그는 1977년에 지아울하크 대통령에 의해 재무장관으로 유지되었고, 국가의 가장 높은 GDP 성장 평균을 감독했다. 1985년 상원 의장으로 선출된 칸은 1988년 8월 17일 지아울하크가 항공 사고로 사망한 후 대통령직으로 승격되었다. 그는 12월 13일 이슬라미 잠후리 잇테하드와 파키스탄 인민당의 합의 후보로 대통령으로 선출되었다.
대통령을 지낸 최고령자 굴람 이스하크 칸은 공산주의 아프가니스탄에 맞서 매파적인 역할을 했고, 미국과의 관계는 프레슬러 수정으로 악화되었다. 국내적으로, 칸의 임기는 카라치에서 촉발된 인종 폭동에 직면했고, 베나지르 부토 총리는 그가 보수 야당 지도자 나와즈 샤리프 및 지아울하크 이후 군사 시설과의 동맹의 일부로서 그녀의 정부를 좌절시켰다고 비난했다. 칸은 수정 헌법 제8조를 발동했고, 만연한 부패와 잘못된 통치 혐의로 불과 20개월 만에 베나지르 정부를 해임했다. 샤리프는 1990년에 총리로 선출되었지만, 칸은 3년 후 비슷한 혐의로 그의 정부를 해임했다. 대법원은 해고를 뒤집었지만, 결국 정체로 인해 1993년 두 사람 모두 사임하게 되었다.
공직에서 은퇴한 칸은 고향 지방에 있는 GIK 엔지니어링 과학 기술 연구소의 학장으로 재직하여 2006년 폐렴으로 사망했다. 그는 파키스탄 역사학자들에 의해 논쟁의 여지가 있는 것으로 간주된다. 그는 개인적인 긴축 정책으로 인정되지만, 두 정부를 축출한 독재적인 대통령직을 휘두른 것에 대해 비판을 받았다.

## 어린 시절 및 교육
굴람 이스하크 칸은 현재 파키스탄 카이베르파크툰크와주에 있는 영국령 인도의 북서변경주에 있는 반누구의 외곽에 있는 시골 지역인 이스마일켈에서 태어났다. 그는 반가시족의 파슈툰족이었다. 그의 가족은 정치적으로 여전히 활동적이다. 그의 사위는 전 연방 장관 안와르 사이풀라 칸이고, 또 다른 사위는 전 신드주 장관이자 고문인 이르파눌라 칸 마르와트이다. 그의 손녀 중 한 명은 ANP의 하룬 빌루어와 결혼했고 다른 한 명은 전 군사 독재자 아유브 칸의 손자이자 정치인 고하르 아유브 칸의 아들인 오마르 아유브 칸과 결혼했다.
반누에서 학교를 다닌 후, 칸은 페샤와르 대학교로 편입하기 전에 이슬라미아 칼리지 대학교에 처음 입학했다. 그는 화학과 식물학에서 두 배의 학사 학위를 받았다.
처음에 대학 직업을 찾았던 칸은 1941년 인도 고등법원에 입대하여 영국령 인도를 대표하여 다양한 지방 임무를 수행했다. 1947년 독립 후, 칸은 파키스탄을 선택했고 1947년 북서변경주의 지방 정부의 관료직에 임명되었다. 그는 1955년까지 그가 맡았던 관개부의 비서로서 지방 사무국을 차지했다.

## 대통령직
좌파 파키스탄 인민당(PPP)과의 상호 이해에 도달한 칸은 PPP 플랫폼으로 대통령 선거에 참여했다. 칸은 선거에서 608표를 확보하여 네 명의 다른 후보들과 경쟁했고, 그는 또한 나와즈 샤리프가 이끄는 보수적인 이슬라미 잠후리 잇테하드(IDA)의 지지를 받았다. 대통령 취임 당시, 그는 파키스탄의 최고령 대통령이 되었다.
대통령으로서 칸은 파키스탄 헌법 수정 제8조를 뒤집기 위한 법안을 추진하려고 시도한 베나지르 부토 총리와의 정치적 투쟁으로 얼룩졌다. 게다가, 칸은 군 참모총장 임명과 파키스탄 대법원 판사 임명 두 분야에서 부토 총리와 갈등을 빚었다. 칸은 핵 억제 프로그램을 통제하는 그의 위치를 공고히 했고, 그것의 방향에 대한 모든 통제권을 유지했다. 부토 총리가 무니르 아흐마드와 압둘 카디르 칸에게 이 프로그램의 방향을 놓고 접촉하면서 문제가 발생했고, 이는 칸을 좌절시켰다. 경제 성장은 둔화되었고 미국의 파키스탄 금수 조치의 도입은 파키스탄에 큰 경제 공황을 야기시켰다. 1990년대에 칸과 부토는 21에서 30 달러로 가치가 30% 하락한 것을 막지 못했다.
칸은 소련군이 아프가니스탄에서 철수하는 것을 목격한 후, 이 나라의 법과 질서를 통제하기 위해 고군분투했다. 하지만, 그는 미국의 동맹국을 유지했다.

## 박애주의, 은퇴 및 사망
1988년, 칸은 공학, 과학 및 기술 프로그램을 운영하는 굴람 이스하크 칸 공학 연구소를 설립했다. 그 대학은 국제상업신용은행(BCCI)의 재정적 지원으로 설립되었다. 그는 물리학 교수직을 맡고 PAEC 수학자인 아스가르 카디르에게 수학 교수직을 위임한 압둘 카디르 칸을 초대했다.
그는 대통령직을 위해 다시 파키스탄 인민당과 협상했지만 결국 1993년에 열린 총선에서 파루크 레가리를 지지하는 후보로 떨어졌다. 그는 국가 정치에서 은퇴했고 국제 및 국내 뉴스 매체와의 접촉을 피했다. 2006년 10월 27일 그는 폐렴으로 사망했다.